# Delron Buckley
Delron Buckley (ur. 7 grudnia 1977 w Durbanie) – południowoafrykański piłkarz grający na pozycji napastnika. Posiada również niemiecki paszport.

## Kariera
Profesjonalną karierę zaczynał w VFL Bochum, dla którego między 1995 a 2004 rokiem rozegrał 177 spotkań i strzelił 20 bramek. W sezonie 2004/05 znalazł zatrudnienie w Arminii Bielefeld. Rok spędzony w Bielefeldzie był niewątpliwie najlepszym w jego dotychczasowej karierze. Buckley rozegrał wówczas 29 spotkań w lidze, w których zdobył 15 bramek. Świetna forma zaowocowała transferem do Borussii Dortmund i tu zaczęły się problemy napastnika rodem z Afryki. W Borussii Delron był cieniem zawodnika z poprzedniego sezonu, mimo że 28 razy wybiegał na murawę ani razu nie udało mu się strzelić bramki. Kolejny sezon więc Buckley rozpoczął w lidze szwajcarskiej, gdzie miał się odbudować. Spędził rok w FC Basel, ale i tam zawiódł oczekiwania strzelając raptem 1 bramkę w 22 występach. Powrócił więc do Dortmundu, gdzie grał kolejne 2 lata, ale i wówczas nie odzyskał formy z sezonu 2004/05 i przez kilkanaście miesięcy zaledwie raz mógł się cieszyć z bramki. W rundzie zimowej sezonu 2008/09 zasilił więc szeregi FSV Mainz, gdzie rozegrał 11 spotkań i raz pokonał bramkarza rywali. W 2009 roku został piłkarzem cypryjskiego Anorthosisu Famagusta, w którym grał do końca sezonu, po czym przez prawie pół roku nie mógł znaleźć sobie nowego pracodawcy. 23 grudnia 2010 roku podpisał półroczny kontrakt z szesnastą drużyną 2. Bundesligi Karlsruher SC.
Uczestnik Mistrzostw Świata w Korei i Japonii w 2002 roku.